# Carolyn Rovee-Collier
Carolyn Rovee-Collier (* 7. April 1942 in Nashville, Tennessee; † 2. Oktober 2014 in Stockton, New Jersey) war eine Professorin für Psychologie an der Rutgers University. Carolyn Rovee-Collier war eine Pionierin und international anerkannte Expertin auf dem Gebiet der Entwicklungspsychologie. Sie wurde als eine der 10 einflussreichsten Absolventinnen der Brown University bezeichnet. Die International Society for Developmental Psychobiology vergibt ihr zu Ehren den Rovee-Collier Mentor Award. Rovee-Collier war Autorin von über 200 Artikeln und Kapiteln sowie eines 2001 erschienenen Buches mit dem Titel (Übers.) Die Entwicklung des impliziten und expliziten Gedächtnisses. Ihre Forschungsleistungen wurden von verschiedenen Organisationen und Institutionen gewürdigt.

## Forschung
Rovee-Collier gilt als Begründerin der Erforschung des Langzeitgedächtnisses von Kleinkindern. Ihre Forschung konzentrierte sich auf Lernen und Gedächtnis bei Säuglingen in der präverbalen Phase. In ihrer Forschung setzte sie unter anderem operante und verzögerte Imitationsverfahren ein, um Formen latenten Lernens zu untersuchen sowie den Einfluss des Gedächtnisses auf das künftige Behalten von Informationen.

### Konjugierte Verstärkung
Das wohl bekannteste von Rovee-Collier entwickelte Verfahren war das der konjugierten Verstärkung (engl. conjugate reinforcement). Hierbei wurde über dem Bett eines Säuglings ein Mobile aufgehängt und mit einem Band am Fuß des Kindes befestigt wurde. Säuglinge im Alter von drei Monaten strampelten in etwa doppelt so häufig pro Minute, wenn das Band an ihrem Fuß befestigt war. Rovee-Collier und ihr Team schlossen daraus, dass die Kinder lernten, die Bewegung des Mobiles mit ihrem eigenen Strampeln zu assoziieren. Um die Auswirkungen auf die Gedächtnisleistung der Kinder zu erfassen, wiederholte das Forschungsteam das Verfahren zu einem späteren Zeitpunkt. Drei Monate alte Kinder zeigten keine Anzeichen von Vergessen, wenn der zeitliche Abstand zwischen den zwei Messungen weniger als acht Tage betrug. Gelang Kleinkindern im Alter von drei Monaten die spontane Gedächtnisleistung nach etwa zwei Wochen nicht mehr, so wurde vermutet, dass es sich hierbei nicht um ein Vergessen handelte, sondern um ein Problem bei der Abrufung der betreffenden Informationen. Dies konnte etwa über den Prozess der Wiedereinsetzung überprüft werden. Hierbei wurden nach einer längeren Pause nur Teilaspekte früherer Handlungen reaktiviert. Bei den Säuglingen führte dies aber zur Wiederherstellung ganzer Verhaltensweisen, was Rovee-Collier dadurch erklärte, dass der Prozess teilweiser Wiedereinsetzung die zuvor nicht zugänglichen Informationen wieder abrufbar machte.

## Publikationen (Auswahl)
- C. Rovee-Collier: Time windows in cognitive development. In: Developmental Psychology. Band 31, Nr. 2, 1995, S. 147–169.
- C. Rovee-Collier: Dissociations in infant memory: Rethinking the development of implicit and explicit memory. In: Psychological Review. Band 104, Nr. 3, 1997, S. 467–498.
- C. Rovee-Collier, P. C. Griesler, L. A. Earley: Contextual determinants of retrieval in three-month-old infants. In: Learning and Motivation. Band 16, Nr. 2, 1985, S. 139–157.
- C. K. Rovee-Collier, H. Hayne, M. Colombo: The development of implicit and explicit memory. John Benjamins Publishing, 2001.
- C. K. Rovee-Collier, M. W. Sullivan: Organization of infant memory. In: Journal of Experimental Psychology: Human Learning and Memory. Band 6, Nr. 6, 1980, S. 798–807.
- C. K. Rovee-Collier, M. W. Sullivan, M. Enright, D. Lucas, J. W. Fagen: Reactivation of infant memory. In: Science. Band 208, Nr. 4448, 1980, S. 1159–1161.